# Голдінгфорд (Міннесота)
Голдінгфорд (англ. Holdingford) — місто (англ. city) в США, в окрузі Стернс штату Міннесота. Населення — 743 особи (2020).

## Географія
Голдінґфорд розташований за координатами 45°43′47″ пн. ш. 94°28′18″ зх. д. / 45.72972° пн. ш. 94.47167° зх. д. (45.729678, -94.471621).  За даними Бюро перепису населення США в 2010 році місто мало площу 2,19 км², уся площа — суходіл.

## Демографія
Згідно з переписом 2010 року, у місті мешкало 708 осіб у 306 домогосподарствах у складі 190 родин. Густота населення становила 323 особи/км².  Було 330 помешкань (151/км²).
Расовий склад населення:
| - 98,6 % — білих - 0,4 % — вихідців з тихоокеанських островів - 0,1 % — азіатів |

До двох чи більше рас належало 0,8 %. Частка іспаномовних становила 0,7 % від усіх жителів.
За віковим діапазоном населення розподілялося таким чином: 25,8 % — особи молодші 18 років, 58,0 % — особи у віці 18—64 років, 16,2 % — особи у віці 65 років та старші. Медіана віку мешканця становила 37,3 року. На 100 осіб жіночої статі у місті припадало 102,9 чоловіків;  на 100 жінок у віці від 18 років та старших — 98,1 чоловіків також старших 18 років.
Середній дохід на одне домашнє господарство  становив 58 375 доларів США (медіана — 53 224), а середній дохід на одну сім'ю — 69 776 доларів (медіана — 66 500). Медіана доходів становила 43 365 доларів для чоловіків та 35 556 доларів для жінок. За межею бідності перебувало 5,1 % осіб, у тому числі 2,1 % дітей у віці до 18 років та 6,6 % осіб у віці 65 років та старших.
Цивільне працевлаштоване населення становило 338 осіб. Основні галузі зайнятості: освіта, охорона здоров'я та соціальна допомога — 23,1 %, виробництво — 22,5 %, мистецтво, розваги та відпочинок — 8,9 %, транспорт — 8,0 %.